# Octave Fouque
Octave Fouque (né le 12 novembre 1844 à Pau, où il est mort le 22 avril 1883) est un musicologue et compositeur français.

## Biographie
Pierre Octave Fouque naît le 12 novembre 1844 à Pau,,.
Il commence son apprentissage musical dans sa ville natale et se forme auprès du violoniste allemand Reinhold Becker. Il fait ensuite des études de droit à Toulouse, achevées en 1867, puis se rend à Paris, où il suit des cours d'orgue avec Alexis Chauvet.
En 1869, il est reçu au Conservatoire de Paris, où il est élève en composition d'Ambroise Thomas. Il échoue en 1870 au concours de l'Institut pour le prix de Rome et se consacre plus spécialement à l'histoire de la musique et à la critique musicale,.
Octave Fouque fait carrière au sein du Conservatoire. Il est préposé à la bibliothèque du Conservatoire avant d'être nommé commis en 1876 puis sous-bibliothécaire en 1882.
Comme compositeur, il est notamment l'auteur de 6 Valses concertantes, pour piano à quatre mains, de 10 mélodies, de Variations symphoniques sur un air béarnais et de deux opérettes, L'Avocat noir (créé à l'Alcazar le 9 décembre 1874) et Les Deux vieux coqs (créé à l'Alcazar le 11 mai 1875).
Octave Fouque est également rédacteur musical dans diverses publications, l'Avenir musical, L'Écho universel, Le Ménestrel, La République française et la Revue et gazette musicale de Paris, et comme musicographe, est l'auteur des ouvrages Glinka d'après ses mémoires et sa correspondance (1880), Histoire du Théâtre Ventadour 1829-1879 (1881) et Les Révolutionnaires de la musique : Lesueur, Berlioz, Beethoven, Richard Wagner, la musique russe (1882).
Il meurt prématurément de consomption, le 22 avril 1883 à Pau. Il était officier d'Académie.